# Jan Kazda
Jan Kazda (* 3. Oktober 1958 in Prag) ist ein deutscher Fusionmusiker (E-Bass, auch Gitarre) und Komponist tschechoslowakischen Ursprungs.

## Wirken
Kazda absolvierte ein pädagogisches Musikstudium (Hauptfach Gitarre und Nebenfach Kontrabass) an der Musikhochschul-Abteilung in Wuppertal. Er leitete die Fusionformation Das Pferd; zudem war er an den Produktionen von Tom Mega beteiligt und gehörte auch zu Zoff. Weiterhin hat er mit Ginger Baker, Peter Brötzmann, Hans Reichel oder Randy Brecker zusammengearbeitet. Als Studiomusiker arbeitete er auch im Metal-Bereich mit The Kovenant (S.E.T.I.) oder Therion.
Seit 1994 macht er unter dem Namen „Kazda“ in wechselnden Besetzungen Musik an der Schnittstelle von Art-Rock und Jazz. Daneben ist er seit längerem auch als Filmkomponist aktiv, etwa für den Tatort (Liebeshunger, 2007) oder den Spielfilm Black Wedding von Thomas Bohn.

## Diskographische Hinweise
- Kazda & Indigo Strings Play the Music of Nino Rota (2023)[2]
- Kazda & Indigo Strings The Music of Led Zeppelin (2010)
- Kazda Finally ((ITM 1997, mit Wolfgang Schmidtke, Hinrich Franck, Kurt Billker u. a.)
- Das Pferd Ao Vivo (verabra 1989, mit Wolfgang Schmidtke, Randy Brecker, Tobias Becker, Markus Wienstroer, Kurt Billker)
- Harry Beckett / Johnny Dyani / Chris McGregor / Marilyn Mazur Grandmothers Teaching (ITM 1987)
- Ginger Baker, Sonny Sharrock, Nicky Skopelitis, Peter Brötzmann, Jan Kazda No Material (ITM 1987)